# Karen Sisco
Karen Sisco est une série télévisée américaine en dix épisodes de 43 minutes, créée par Jason Smilovic d'après le film Hors d'atteinte / Loin des regards (Out of Sight) de Steven Soderbergh dont sept épisodes ont été diffusés entre le 1er octobre et le 12 novembre 2003 sur le réseau ABC. Les trois épisodes restants ont été diffusés à partir du 31 mars 2004 sur USA Network.
En France, la série a été diffusée à partir du 8 mai 2004 sur TF1 et rediffusée sur 13eme rue, Téva et HD1 ; en Belgique sur La Deux, et au Québec à partir d'octobre 2004 sur Mystère.

## Synopsis
Cette série met en scène Karen Sisco, marshal fédéral à Miami chargée de retrouver des criminels en fuite dans le sud de la Floride. Elle est aidée dans sa tâche par son père, un détective privé en semi-retraite, qui lui prodigue ses conseils.

## Distribution

### Acteurs principaux
- Carla Gugino (VF : Charlotte Marin) : Karen Sisco
- Robert Forster (VF : Alain Choquet) : Marshall Sisco
- Bill Duke (VF : Jean-Paul Pitolin) : Amos Andrews

### Acteurs récurrents et invités
- Jeffrey De Serrano : Edwards (6 épisodes)
- William O'Leary (VF : Fabrice Fara) : Phil Kavanagh (5 épisodes)
- Frank Pesce : Sonny (5 épisodes)
- Robert Deacon : Mordecai Jones (4 épisodes)
- Gary Cole (VF : Patrick Béthune) : Konner (épisodes 1 et 4)
- Patrick Dempsey : Carl Wilkens (épisode 1)
- Obba Babatundé : Daniel Burden (épisodes 2, 3 et 8)
- Danny DeVito (VF : Philippe Peythieu) : Charlie Lucre (épisodes 2 et 3)
- Billy Burke (VF : Thierry Ragueneau) : Merle Salchek (épisode 2)
- Thomas Kretschmann : Nicholas Pell (épisode 3)
- Omar Benson Miller : Fuzzy Bear (épisode 4)
- Jim True-Frost : Lestor Porter (épisode 5)
- Tim Guinee : Derwood Edson (épisode 6)
- Jake Mailey : Jethro (épisodes 7, 8 et 10)
- Kate Walsh : sergent Marley Novak (épisodes 7 et 9)
- Isabella Hofmann (en) : Elaine Mulraney (épisode 7)
- Gil Bellows (VF : Thierry Ragueneau) : agent spécial Donny Pepper (épisode 8)
- Christian Camargo (VF : Guillaume Lebon) : Arvin Worley (épisode 10)

Version française
- Société de doublage : Libra Films
- Direction artistique : Vincent Violette

 Source et légende : version française (VF) sur RS Doublage et Doublage Séries Database

## Épisodes
1. À bout portant (Blown Away)
2. Balle perdue (Dumb Bunnies)
3. Le Fugitif (The One That Got Away)
4. Flic ou voyou (Justice)
5. Retrouvailles (Nostalgia)
6. L'Amour en cavale (Dear Derwood)
7. La Gendarme et le voleur (Nobody's Perfect)
8. Hold up (Dog Day Sisco)
9. Mauvaise graine (No One's Girl)
10. Affaire personnelle (He Was a Friend of Mine)

## Commentaires
- Les personnages de Karen Sisco et de son père sont présents dans le film Hors d'atteinte (Out of Sight, 1998) et étaient respectivement joués par Jennifer Lopez et Dennis Farina.
- Le film Hors d'atteinte est adapté de l'œuvre d'Elmore Leonard. Robert Forster, qui interprète dans la série le père de Karen, jouait dans Jackie Brown de Quentin Tarantino, adapté d'un roman d'Elmore Leonard.
- La série s'est arrêtée prématurément après seulement sept épisodes, laissant trois épisodes inédits.
- Le personnage de Karen Sisco, à nouveau joué par Carla Gugino, fait une apparition dans la troisième saison de Justified, adapté aussi des œuvres de Elmore Leonard, où l'on apprend qu'elle est une vieille connaissance du Marshall Raylan Givens et qu'elle s'est mariée, même si elle a depuis divorcé. Cela permet à la série de rebaptiser le personnage Karen Goodall et de contourner ainsi les droits sur le personnage et ses histoires, qui appartiennent à un autre studio.